# Pleuritis
La pleuritis o pleuresia és la inflamació de la pleura provocant que la superfície de contacte entre una fulla pleural i l'altra es torni aspra. Es poden classificar en pleuritis seques (sense acumulació d'exsudació en la cavitat pleural) i pleuritis humides. Vulgarment se'n deia mal de costat com per a la pneumònia.

## Causes
Pot desenvolupar-se a causa d'infeccions respiratòries (pneumònia, tuberculosi) i certs tipus de càncers.

## Signes i símptomes
1. Dolor toràcic.
2. Dolor produït amb la respiració profunda.
3. Dolor al canviar de postura.

## Diagnostic
Es determina en relació al quadre clínic i amb una radiografia del tòrax.

## Tractament
En principi ha de ser casual acompanyar-lo d'antiinflamatoris i analgèsics per controlar el dolor. En cas que no sigui possible alleujar el dolor serà necessari bloquejar els nervis intercostals.